# 勒梅尼勒帕特里
勒梅尼勒帕特里（法語：Le Mesnil-Patry，法語發音：[lə menil patʁi] ⓘ）是法国卡尔瓦多斯省的一个旧市镇，属于卡昂区。2017年，勒梅尼勒帕特里与临近的5个市镇合并为新市镇蒂和米。

## 地理
勒梅尼勒帕特里（49°11'43"N, 0°32'43"W）面积3.51 平方千米，位于法国诺曼底大区卡爾瓦多斯省，该省份为法国西北部沿海省份，北濒大西洋英吉利海峡，东北与滨海塞纳省以海上边界相接，东临厄尔省，南至奧恩省，西与芒什省接壤。
与勒梅尼勒帕特里接壤的市镇（或旧市镇、城区）包括：布鲁艾、舍村、克里斯托、丰特奈勒佩内勒、贝桑地区皮托、圣芒维厄-诺雷。
勒梅尼勒帕特里的时区为UTC+01:00、UTC+02:00（夏令时）。

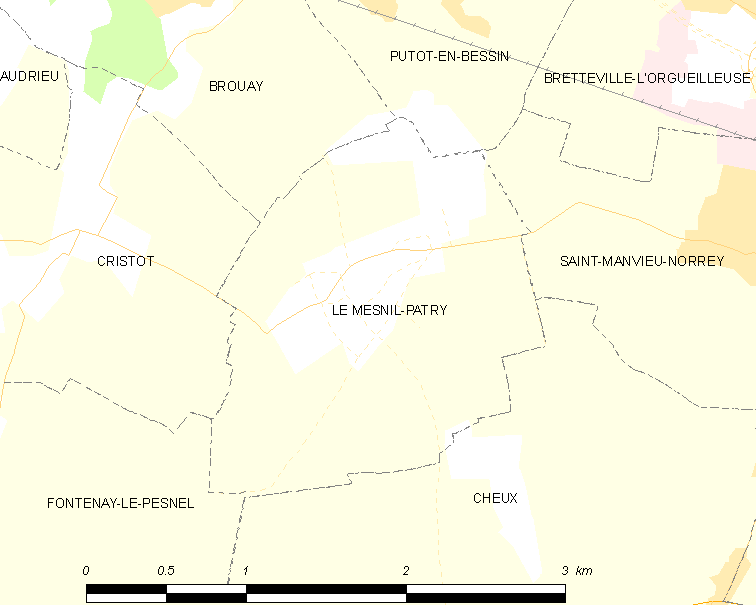
勒梅尼勒帕特里的OSM定位图

## 行政
勒梅尼勒帕特里的邮政编码为14740，INSEE市镇编码为14423。

## 政治
勒梅尼勒帕特里所属的省级选区为蒂和米县。

## 人口

1962-2008年间勒梅尼勒帕特里人口变化图示

勒梅尼勒帕特里于2018年1月1日时的人口数量为325人。